# Rosa Reyna
Rosa Reyna Salceda. (26 de agosto de 1924 - 14 de diciembre de 2006) fue una coreógrafa y bailarina mexicana.
Destacó en danza contemporánea. Integrante de la Compañía Nacional de Danza desde 1958. Trabajó como primera bailarina en la compañía "La Paloma Azul", bajo la dirección de Ana Sokolow. Fue autora de más de treinta piezas coreógraficas llevadas al teatro, el cine y la televisión. Su obra "La manda", estrenada en 1951, la hizo famosa al convertirse en una obra símbolo del nacionalismo mexicano.
Sus coreografías mezclaban técnicas provenientes del jazz, la danza clásica y la moderna para construir un modelo propio.

## Reconocimientos
- Premio Nacional de Danza José Limón (1998).[1]